# 마그 헬겐버거
마그 헬겐버거(Marg Helgenberger, 1958년 11월 16일 ~ )는 미국의 배우다.

## 출연작품

### TV 시리즈
- 라이안스 호프(Ryan's Hope)
- 차이나 비치(China Beach)
- ER (텔레비전)
- CSI 과학수사대

### 영화
- 에린 브로코비치
- 스피시즈
- 스피시즈2

## 현재 출연 작품
- CSI 라스베가스(한국어 성우:최성우)